# Senryū
Le senryū (川柳), dont le nom est tiré du poète Karai Senryū, est une forme de poésie japonaise courte similaire au haïku : elle se compose de trois lignes de 17 mores. Cependant, le senryū a pour sujet les faiblesses humaines et non pas la nature. Le senryū est souvent cynique alors que le haïku est sérieux.
Exemple de senryū :
泥棒を dorobō wo
捕えてみれば toraete mireba
我が子なり wa ga ko nari
En attrapant
le voleur;
c'était mon propre fils